# 大いなる鉄路 16,000キロ走破 東京発→パリ行き
大いなる鉄路 16,000km走破 東京発→パリ行き(おおいなるたびじ 16,000きろそうは とうきょうはつ ぱりゆき)は2018年12月1日と2日に渡って放送された紀行番組である。

## 概要
- BS4K放送開始記念・民放4社共同企画として、BS朝日・BS-TBS・BSテレ東・BSフジが参加。放送時間は午後7時からと午後9時からで、2日渡ってリレー方式を行った[1]。なお、BS日テレは2019年9月1日に開局するため見送りとなった[2]。
- 1日はBSフジで、東京駅から鳥取県の境港駅までサンライズ出雲に乗り、船でロシアのウラジオストクを経て、シベリア鉄道でモスクワに到着する。次にBS朝日で、モスクワからキエフ・ワルシャワ・クラクフ・プラハを経て、ブダペストに到着する。
- 2日はBS-TBSで、ブダペストからオーストリアを経て、スイスを中心の駅を紹介してジュネーブに到着する。最後となるのはBSテレ東で、ジュネーブからイタリアのジェノバを経て、フランスのパリに到着する。
- 2019年11月30日、翌日のBS4K放送1周年を前に上記のBS民放4局で再放送が行われた。再放送ではBS-TBSが東京からモスクワまで、BSフジがブダペストまで、BS朝日がジュネーブまで、BSテレ東がパリまでの順で放送された[3]。

## スタッフ
- ナレーター：倍賞千恵子・三浦春馬
- ディレクター：松山紀恵
- 編集ディレクター：倉岡恭一
- 制作プロデューサー：日高正吾
- 海外プロデューサー：高田好子
- 広報：堤響子
- タイトルデザイン：宮井勇気
- 総合演出・プロデューサー：加藤義人
- 制作：BS朝日、BS-TBS、BSテレ東、BSフジ、テレビマンユニオン